# Aktivierungsentropie
Die Aktivierungsentropie {\displaystyle \Delta S^{\ddagger }} gibt die nötige Entropieänderung {\displaystyle \Delta S} der Reaktanden an, die nötig ist, damit sie in einer Reaktion einen Übergangszustand erreichen. Die Aktivierungsentropie {\displaystyle \Delta S^{\ddagger }} ist nicht zu verwechseln mit der Reaktionsentropie {\displaystyle \Delta S_{R}}.

## Rolle in der Kinetik
Die Aktivierungsentropie {\displaystyle \Delta S^{\ddagger }} hilft, die Molekularität beim geschwindigkeitsbestimmenden Schritt einer Reaktion zu bestimmen. Werden bspw. aus zwei Edukten ein Übergangszustand bestehend aus einem alleinigen Molekül erreicht, so sinkt die Entropie {\displaystyle S} in diesem Zustand – die Aktivierungsentropie {\displaystyle \Delta S^{\ddagger }} ist negativ.
Außerdem kann sie zur Bestimmung der Geschwindigkeitskonstante {\displaystyle k} benutzt werden, sofern nicht direkt die Arrhenius-Gleichung verwendet wird. Dabei wird von der Eyring-Gleichung Gebrauch gemacht, wobei zunächst mit der Gibbs-Helmholtz-Gleichung die freie Aktivierungsenthalpie {\displaystyle \Delta G^{\ddagger }} aufgelöst wird:
{\displaystyle k={\frac {k_{\mathrm {B} }\cdot T}{h}}\cdot \mathrm {e} ^{-{\frac {\Delta G^{\ddagger \circ }}{RT}}}}
{\displaystyle k={\frac {k_{\mathrm {B} }\cdot T}{h}}\cdot \mathrm {e} ^{\frac {\Delta S^{\ddagger }}{R}}\cdot \mathrm {e} ^{-{\frac {\Delta H^{\ddagger }}{RT}}}}
mit:
- {\displaystyle k}: Geschwindigkeitskonstante
- {\displaystyle T}: Temperatur in {\displaystyle \mathrm {K} }
- {\displaystyle \Delta G^{\ddagger }}: freie Aktivierungsenergie in {\displaystyle \mathrm {J} }
- {\displaystyle \Delta H^{\ddagger }}: Aktivierungsenthalpie in {\displaystyle \mathrm {J} }
- {\displaystyle R}: Universelle Gaskonstante
- {\displaystyle k_{\mathrm {B} }}: Boltzmann-Konstante
- {\displaystyle h}: Planck-Konstante

Schließlich nimmt dieser Ausdruck die Form der Arrhenius-Gleichung
{\displaystyle k=A\cdot \mathrm {e} ^{-{\frac {E_{\mathrm {A} }}{R\cdot T}}}}
an, wenn {\displaystyle \Delta H^{\ddagger }} mit {\displaystyle \mathrm {e} ^{-{\frac {E_{\mathrm {A} }}{R\cdot T}}}} und der präexponentielle Faktor {\displaystyle A} wie folgt gleichgesetzt wird:
{\displaystyle A={\frac {k_{\mathrm {B} }\cdot T}{h}}\cdot \mathrm {e} ^{\frac {\Delta S^{\ddagger }}{R}}}.